# Anakampseros
Anakampseros (lat. Anacampseros), rod malenih sukulentnih trajnica i patuljastog grmlja iz porodice Anacampserotaceae, dio reda Caryophyllales. Pripada mu 22 priznatih vrsta iz Afrike.. Kew ima na popisu 61 vrstu

## Vrste
1. Anacampseros albidiflora Poelln.
2. Anacampseros arachnoides (Haw.) Sims
3. Anacampseros baeseckei Dinter ex Poelln.
4. Anacampseros bayeriana S. Hammer
5. Anacampseros comptonii Pillans
6. Anacampseros decapitata Burgoyne & J. van Thiel
7. Anacampseros filamentosa (Haw.) Sims
8. Anacampseros hillii G. Will.
9. Anacampseros karasmontana Dinter
10. Anacampseros lanceolata (Haw.) Sw.
11. Anacampseros marlothii Poelln.
12. Anacampseros pisina G. Will.
13. Anacampseros quinarioides Dreher, Rodgerson & Young
14. Anacampseros retusa Poelln.
15. Anacampseros rufescens (Harv.) Sw.
16. Anacampseros scopata G. Will.
17. Anacampseros septentrionalis Bruyns
18. Anacampseros specksii Dreher
19. Anacampseros subnuda Poelln.
20. Anacampseros telephiastrum DC.
21. Anacampseros vanthielii G. Will.
22. Anacampseros vespertina Thulin